# Nieppe

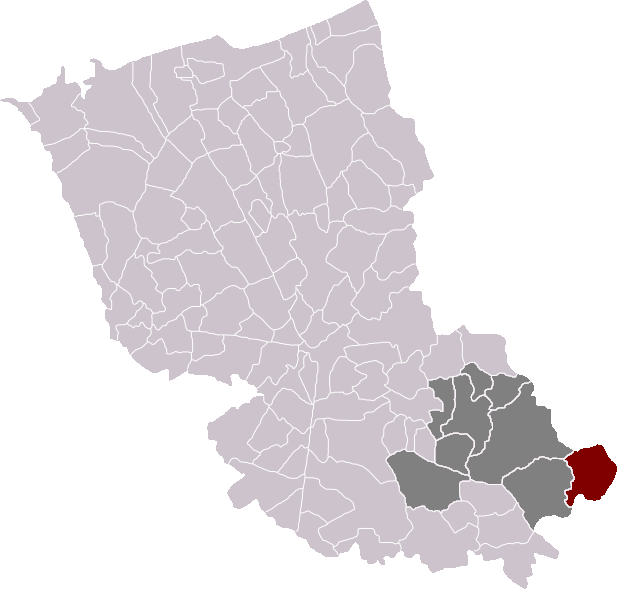
Localització de Nieppe

Nieppe  (en neerlandès Niepkerke, en picard Nippe) és un municipi francès, situat a la regió dels Alts de França, al departament del Nord, que forma part de la Westhoek. L'any 2006 tenia 7.557 habitants. Limita a l'est amb Steenwerck i Bailleul, a l'oest amb Comines-Warneton i Nieuwkerke, i al sud amb Erkegem aan de Leie i Armentières.

## Demografia
| 1962                                       | 1968  | 1975  | 1982  | 1990  | 1999  |
| ------------------------------------------ | ----- | ----- | ----- | ----- | ----- |
| 4.997                                      | 5.341 | 6.903 | 7.238 | 7.417 | 7.470 |
| Des de 1962: població sense dobles comptes |       |       |       |       |       |

## Administració
| Període   | Identitat          | Partit |
| --------- | ------------------ | ------ |
| 1939-1968 | Jules Houcke       |        |
| 1968-1972 | Renée Houcke       |        |
| 1972-2001 | Michel Grasset     | RPR    |
| 2001-     | Michel Vandevoorde | PS     |